# Marthe Matongo
Marthe Matongo (nascida em 30 de abril de 1933) foi uma assistente social centro-africana, política e ativista dos direitos das mulheres. Em 1964, ela tornou-se na primeira mulher eleita para a Assembleia Nacional.
Membro do Movimento para a Evolução Social da África Negra (MESAN), Matongo foi candidata às eleições parlamentares de 1964. MESAN era o único partido legal e concorreu sem oposição, levando Matongo a tornar-se na primeira mulher na Assembleia Nacional. No mesmo ano foi uma das fundadoras da União das Mulheres Centro-Africanas, tornando-se na sua secretária-geral, e transmitiu o programa de rádio Revista das Mulheres.